# Michael Woods (acteur)
Pour les articles homonymes, voir Michael Woods et Woods.
 (décembre 2012).
Si vous disposez d'ouvrages ou d'articles de référence ou si vous connaissez des sites web de qualité traitant du thème abordé ici, merci de compléter l'article en donnant les références utiles à sa vérifiabilité et en les liant à la section « Notes et références ».
Michael Woods est un acteur américain né le 10 juillet 1957 à Détroit au Michigan.

## Filmographie
- 1987 : Private Eye : Jack Cleary
- 1992 : Alibi perfetto : Tony Giordani
- 1997  : Retour sur la Côte Ouest (en) : Clay McKinney
- 2005 : The Closer : L.A. enquêtes prioritaires,  épisode Faux alibis : Agent du FBI Bill Blackburn
- 2009 : The Mentalist,  épisode Pour une poignée de diamants : Oncle Carl Ward (non crédité)
- 2014 : L'Écho du mensonge : Don Scott
- 2017 : Blue Eyes : Rick Fitzgerald
- 2018 : Frank and Ava (en) : Joe Nelis
- 2018 : Gotti : Mcbratney
- 2020 : Amy Thompson, le combat d'une mère (You Can't Take My Daughter) de Tori Garrett : Jim Pike
- 2024 : L'héritage du péché (The Perfect In-Laws)
- 2024 : The Gray House (en) : Député Pike